# Eolinus balticus
Eolinus balticus är en spindelart som beskrevs av Zabka 1988. Eolinus balticus ingår i släktet Eolinus och familjen hoppspindlar. Inga underarter finns listade i Catalogue of Life.